# Thesingerpolder
De Thesingerpolder is een voormalig waterschap in de provincie Groningen.
De polder lag ten noordoosten van Thesinge, tussen de Boersterwaterlozing in het noordoosten en het Thesingermaar in het zuidwesten. De noordwestgrens lag op een kleine 400 meter ten westen van de Thesingertil, de brug in de G.N. Schutterlaan. De zuidoostgrens lag op zo'n 150 meter ten zuiden van Thesinge en liep in een nagenoeg rechte lijn naar de Waterlozing. Tussen het waterschap en de Bovenrijgsterpolder lag een langwerpig stuk land dat bij het waterschap Kloostermolenpolder hoorde. De molen stond pal ten noordwesten van het dorp en sloeg uit op het Thesingermaar.
Waterstaatkundig gezien ligt het gebied sinds 1995 in dat van het waterschap Noorderzijlvest.